# Four Trax
Four Trax è un videogioco arcade di corse con quad pubblicato da Namco nel 1989.
Successivamente è stato pubblicato per Sega Genesis nel 1991 sotto il nome di Quad Challenge.